# Nils af Ekenstam
Nils Bertil af Ekenstam, född 31 augusti 1890 i Leksands församling, Kopparbergs län, död 17 september 1975 i Vadstena, var en svensk borgmästare.

## Biografi
Nils af Ekenstam föddes 1890 i Leksands församling. Han var son till häradshövding Theodor af Ekenstam och Selma Elisabet Hanngren.
Efter studentexamen vid Beskowska skolan i Stockholm 1910 blev af Ekenstam student vid Uppsala universitet 1911, i Stockholm 1913 och juris kandidat 1917, genomförde tingstjänstgöring 1918–1919, blev tillförordnad borgmästare i Vadstena stad 1920, var borgmästare där 1922–1948 samt tillika magistratssekreterare och notarius publicus. Han var sekreterare hos direktionen för Vadstena hospital och asyl 1924–1930.

### Familj
af Ekenstam gifte sig 31 mars 1920 i Stockholm med Ebba Margit Broomé (född 1895), dotter till verkstadsdirektören Albert Broomé i Svenska Sockerfabriks AB och Ebba Vilhelmina von Heland.